# Titiroa

Titiroa est une localité de la région du  Southland , située dans l’ Île du Sud de la Nouvelle-Zélande .

## Situation
Elle est localisée sur la berge est de la partie inférieure du trajet du fleuve Mataura, à l’intérieur par rapport à la baie de baie de Toetoes.
Le village de Pine Bush est pratiquement au nord-est et celui de Waimahaka est au sud-est.

## Accès
Le 18 juin 1899, une extension de la branche de  la ligne de Seaward Bush (en) fut ouverte à partir de la ville de Gorge road en direction de la ville de Waimahaka.
La seule gare intermédiaire était située au niveau de la ville de Titiroa.
Cet embranchement du chemin de fer reliait la ville de Titiroa avec la cité d’Invercargill, située à approximativement 36 km au-delà par le rail. Les passagers étaient transportés dans un train mixte.
Ce service ne fut interrompu dans son fonctionnement qu’une fois en 1951 et après cette date, le fonctionnement fut assuré, une fois par semaine, principalement pour le bénéfice des employés du New Zealand Railways Department (en) et de leurs familles, qui vivaient dans le secteur.
Les trains uniquement de marchandise fonctionnaient les autres jours et le 1er juin 1960, ils devinrent les seuls trains passant à travers la ville de Titiroa, quand le train mixte de la semaine fut supprimé.
La ligne fut officiellement fermée le 31 mars 1966 quand le niveau du fret ne fut plus profitable pendant la durée d’une année.
Certaines des anciennes structures du ballast peuvent toujours être visibles dans la proximité de la ville de Titiroa .

## Montagne de Titiroa
Un pic de 1 715 m de haut connu sous le nom de Mont Titiroa (en) siège tout seul sur le flanc est de la chaîne de Hunter (en) dans le Parc national de Fiordland et est un élément proéminent du paysage à travers tout le bassin de Te Anau au nord du Southland.